# Jnane Bouih
Jnane Bouih  (in arabo جنان بويه‎?) è un centro abitato e comune rurale del Marocco situato nella provincia di Youssoufia, regione di Marrakech-Safi. Conta una popolazione di 19 706 abitanti (censimento 2014).